# Mantou
Il Mantou (cinese tradizionale: 饅頭; cinese semplificato: 馒头; pinyin: mántóu; jyupting: maan4 tau4), spesso chiamato anche pane/panino cinese al vapore, è un tipo di focaccia al vapore originaria della Cina. Viene spesso mangiato come piatto base nelle regioni settentrionali della Cina, dove si coltiva il grano al posto del riso.

## Preparazione
Gli ingredienti di base sono farina di grano, acqua e lievito. Per quanto riguarda forma e dimensione, esse variano dai 4 cm di pagnottella soffice e vaporosa che si trova nei ristoranti eleganti, ai 15 cm di pane denso e fermo che costituisce il pranzo dei lavoratori e degli operai. Essendo fatto di farina di grano, che a causa dei processi di lavorazione più lunghi un tempo era più costosa, nella Cina pre-industriale i mantou erano considerati un cibo di lusso.
Tradizionalmente, mantou, bing e noodles di grano sono i piatti base per l'apporto di carboidrati nel nord della Cina, nello stesso modo in cui il riso forma la base della dieta della Cina del sud. Il mantou non è sconosciuto nella parte meridionale della nazione, ma viene ivi servito più spesso come portata in un ristorante e snack in strada, oppure come piatto cucinato in casa e che sia alla base di una dieta. I mantou dei ristoranti sono spesso più piccoli e più delicati di quelli casalinghi, e possono essere ulteriormente manipolati, ad esempio trasformati in dessert friggendoli ed immergendoli in latte condensato addolcito.
I mantou si vendono spesso, precotti e surgelati, nei supermercati di tutta l'Asia e nei negozi cinesi all'estero. Per servirli occorre semplicemente ricuocerli al vapore oppure scaldarli nel forno a microonde. Un cibo molto simile al mantou, ma ripieno di condimenti di diverso genere, è il baozi. In alcune regioni della Cina, in particolare al sud, il termine mantou può infatti essere utilizzato per indicare dei panini sia vuoti che ripieni.

## Etimologia

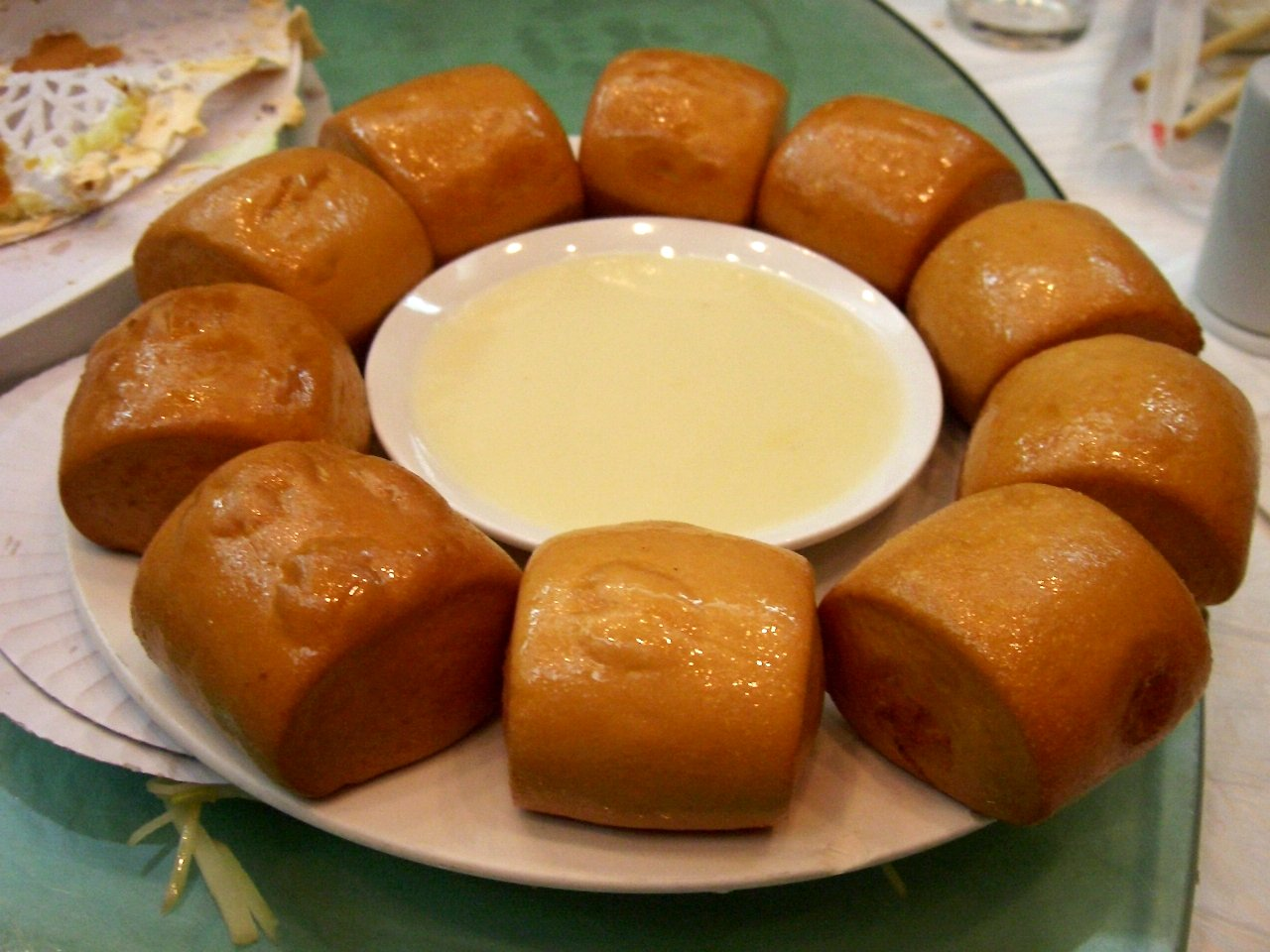
Mantou fritti - si mangiano come dessert e si servono insieme a del latte condensato dolce

In Cina, una leggenda popolare racconta che il nome Mantou ha origine dalla parola omofona mántóu, che significa "testa di barbaro". La storia ha avuto origine nel periodo dei tre regni, quando lo stratega Zhuge Liang condusse l'esercito del regno di Shu in una campagna volta all'invasione delle terre del sud, corrispondenti grosso modo agli odierni Yunnan e Birmania.
Dopo aver sottomesso il re barbaro Meng Huo, Zhuge Liang avrebbe dovuto riportare il suo esercito a Shu, tuttavia trovò sul suo cammino un fiume talmente impetuoso che tutti i tentativi di attraversarlo furono vani. Un signore barbaro lo informò che, in tempi antichi, i barbari usavano sacrificare 49 uomini e gettare le loro teste nel fiume, per appagare lo spirito delle acque che avrebbe loro permesso l'attraversamento. Zhuge Liang, tuttavia, non voleva causare ulteriori spargimenti di sangue, pertanto uccise le mucche ed i cavalli che viaggiavano insieme all'esercito, e riempì con la loro carne dei panini grosso modo a forma di teste umane (rotondi, con una base piatta), dopodiché gettò questi ultimi nel fiume. Dopo che l'attraversamento ebbe successo, egli diede a questi panini il nome di "testa di barbaro" (mántóu, 蠻頭), che poi diventò il mántóu (饅頭) dei giorni nostri.

## Variazioni di significato
Prima dell'avvento della dinastia Song, il termine mantou indicava generalmente qualsiasi tipo di panino o focaccia. La parola baozi nacque e trovò sviluppo durante la dinastia Song, e stava a significare esclusivamente i panini ripieni. Come risultato, mantou ridusse la sua sfera di significato in cinese mandarino ed in altri dialetti del cinese volgare a significare solamente i panini vuoti. Nonostante il nascere di questa distinzione, in alcune regioni del vasto mondo sinofono mantou mantiene ancora il suo doppio significato originario. Ciò accade per esempio nella regione a sud dello Yangtze conosciuta come Jiangnan, ed in modo ancora più particolare nella provincia dello Shanxi (山西), dove il termine significa solamente "panino ripieno", ed il significato generico di "panino al vapore" viene assunto dalla parola momo (饃饃). La parola mantou è strettamente imparentata ai termini turchi manty e mantı. Questi ultimi sono, infatti, dei ravioli ripieni tipici delle cucine turca, persiana, centroasiatica e pakistana. In Giappone, i panini ripieni vengono indicati con il termine manjū (饅頭), e contengono generalmente pasta di fagioli o una mistura di carne e verdure tritate. In particolar modo, un manjū di carne viene chiamato nikuman (肉まん). In lingua tagalog, quindi nelle Filippine, i mantou ripieni si chiamano siopao. In Corea, il termine mandu (饅頭) indica un tipo di raviolo che può somigliare sia al baozi che al jiaozi (餃子). La cucina mongola, infine, essendo forse la più vicina a quella della Cina settentrionale dove i mantou sono nati, rispetta il pieno significato del termine ed anche la struttura della parola, che diventa mantuu.